# César Rainville

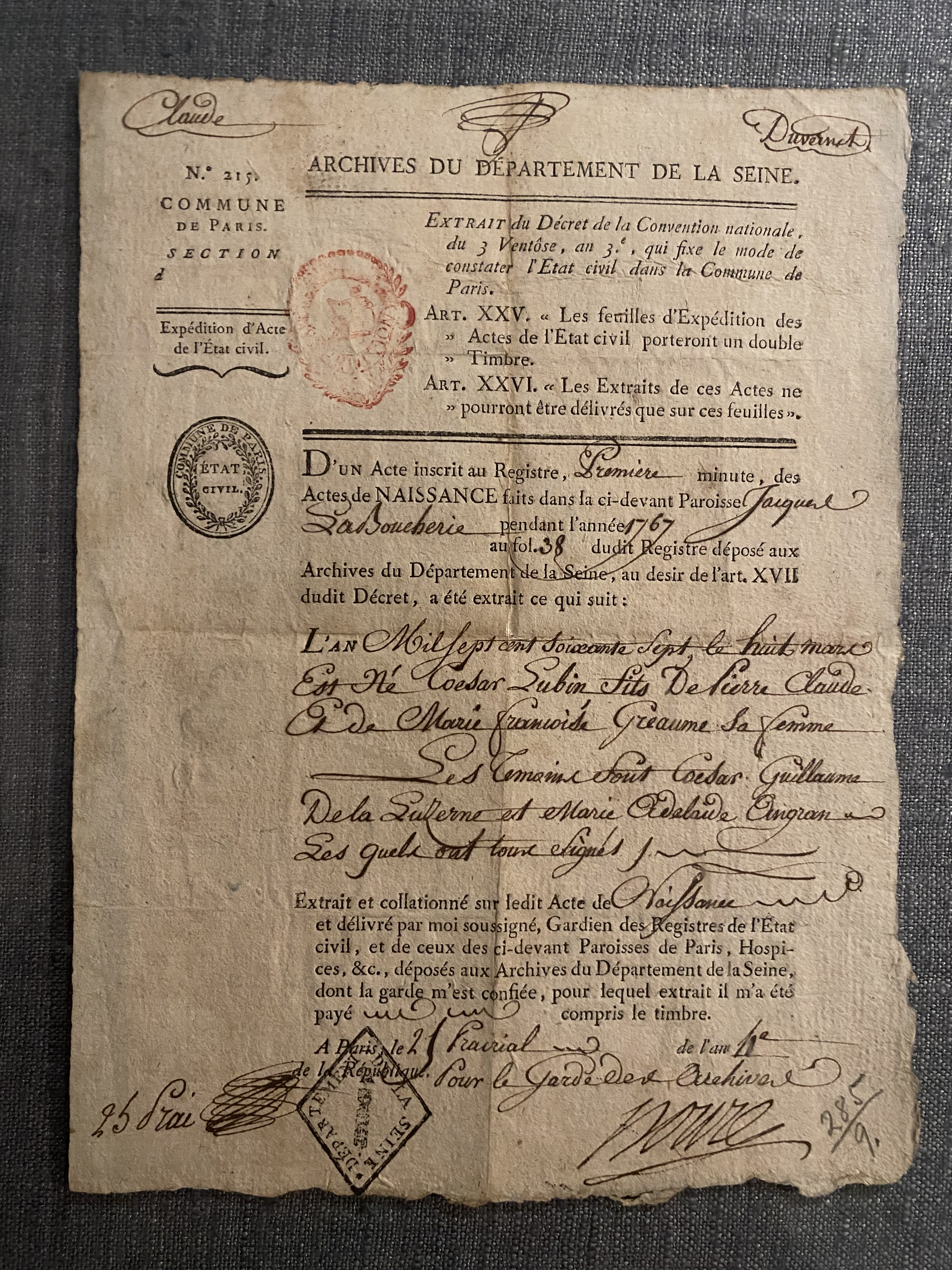
Rainvilles Geburtsurkunde, ausgestellt in Paris, ausgestellt auf den 8. März 1767. Teil der Ausstellung im Altonaer Museum.

César Lubin Claude Rainville (* 8. März 1767 in Paris; † 14. Oktober 1845 in Altona) war ein französischer Offizier und Gastwirt in Ottensen.

## Leben

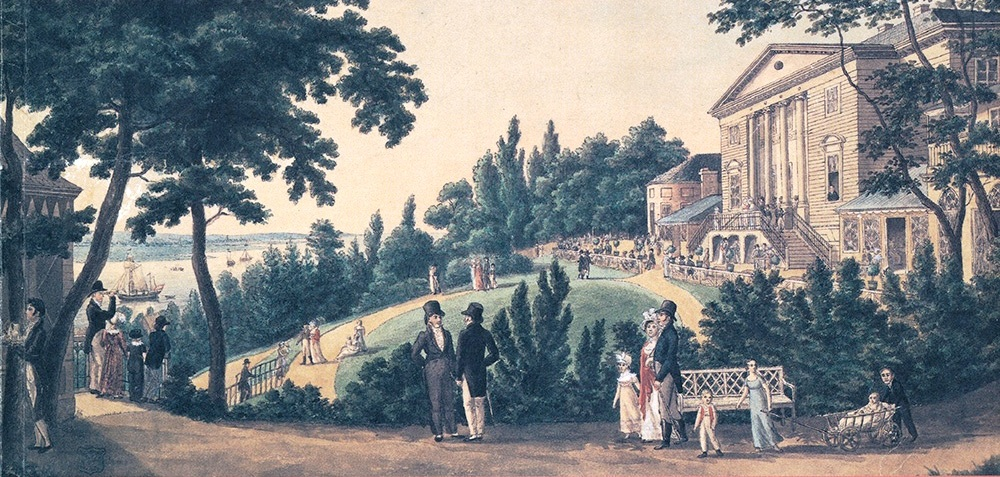
Rainvilles Garten um 1815

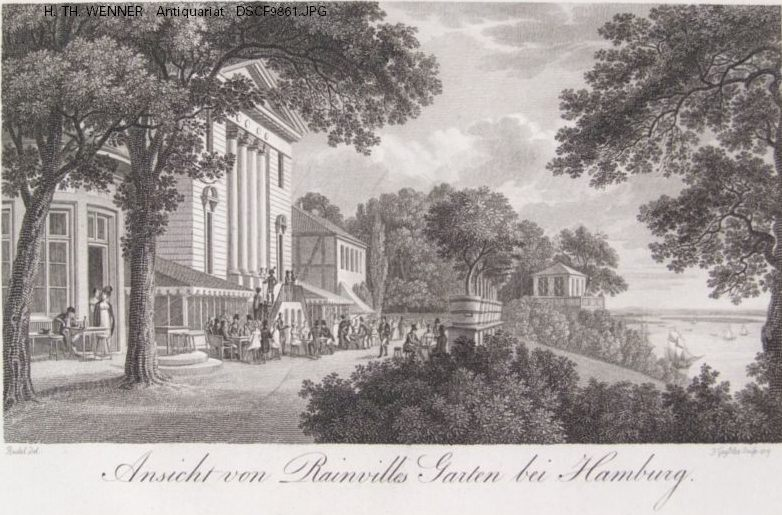
Rainvilles Garten 1828

Rainvilles Garten 1841

Rainville war Offizier in Frankreich und diente als Adjutant bei General Charles-François Dumouriez. Er floh vor den Unruhen der Französischen Revolution und kam 1794 nach Altona, das damals zum Staatsgebiet Dänemarks gehörte und wo es weitgehende Freiheit des Glaubens und Handels gab. Rainville heiratete 1796 Jeanne Janin (1769–1851) aus Verdun, mit der er drei Kinder hatte. Nach dem Ende der Revolution kehrte er nicht nach Frankreich zurück, sondern blieb in Altona und wurde in der Gastronomie tätig, obwohl er auf diesem Gebiet nicht ausgebildet war. 1796 erwarb Rainville das Hamburger Bürgerrecht.
Er leitete verschiedene Hotels und Restaurants, denen er eine besondere französische Prägung verlieh. 1798 pachtete er ein Landhaus am Elbhang in Ottensen, das Christian Frederik Hansen 1794 für den Kaufmann und Gesandten der Batavischen Republik Balthasar Elias Abbema errichtet hatte. Rainville kaufte das Anwesen 1799. Das Etablissement lag verkehrsgünstig nahe der Landstraße nach Blankenese und bot neben den Gasträumen eine möblierte Terrasse mit einem Ausblick über den Garten und das Tal der Elbe. In Reiseführern des 19. Jahrhunderts wurde das „Rainville“ als große Sehenswürdigkeit genannt. Neben geschlossenen Veranstaltungen, etwa bei offiziellen Diners und Staatsempfängen, veranstaltete Rainville öffentliche Gartenfeste nach französischem Vorbild für zahlungskräftige Gäste. Seine Veranstaltungen waren von besonderer Exklusivität gekennzeichnet und er wurde als „Gott der Gastwirte“ bezeichnet.
Nach Rainvilles Ableben und dem Tod seiner Frau im Jahre 1851 konnten die nachfolgenden Gastronomen nicht an die vergangenen Erfolge anknüpfen. Das Landhaus wurde 1867 abgebrochen. Die Straße Rainvilleterrasse in Hamburg-Ottensen erinnert seit 1884 an Rainville und seine Gaststätte. Das Altonaer Museum erhielt 1960 und 1978 einige Stücke aus dem Nachlass von Rainville, darunter auf Elfenbein gemalte Porträt-Miniaturen von ihm und seiner Frau sowie Rainvilles Leutnantspatent.